# Chopinzinho
Chopinzinho este un oraș în Paraná (PR), Brazilia.